# المنصور سيف الدين أبو بكر
السُّلْطَان الْملك الْمَنْصُور سيف الدّين أَبُو بَكْرٍ بن النَّاصِرُ مُحَمَّدُ بن الْملك الْمَنْصُور سيف الدّين قَلَاوُونَ الألفي العلائي الصَّالِحِي (ولد بالقاهرة 720 هـ / 1321م - توفى بقوص 742 هـ / 1341م) هو رابع سلاطين بني قَلَاوُونَ والثالث عشر من سلاطين الدولة المصرية المملوكية. ولي الْملك بعد أَبِيه الناصر محمد بعهده مِنْهُ لَهُ فِي مَرضه فِي أَوَاخِر ذِي الْحجَّة سنة 741 هـ .

## نشأته

### نسبه
سيف الدين أبو بكر بن الملك الناصر ناصر الدين محمد ابن الملك المنصور سيف الدين قلاوون بن عبد الله الألفي العلائي الصالحي
والده هو السُّلْطَان الأعظم الْملك أبو المعالي النَّاصِرُ مُحَمَّدُ بن الْملك الْمَنْصُور سيف الدّين قَلَاوُونَ ثالث سلاطين بني قَلَاوُونَ وأعظم سلاطين السلالة القلاوونية والسلطنة المصرية حيث شهدت الدولة أقصي اتساع جغرافي في عهده بجانب ازدهار الاقتصاد والعمران.
أما والدته فهي الخوند نرجس أحد زوجات الناصر محمد ويقال أنها كانت مصرية الأصل وكان له أخوة أشقاء أصغر منه وهم الأمير رمضان (توفي عام 1343م) وجمال الدين يوسف (توفي سنة 1346م).

### سيرته
لم يرد شئ في المصادر عن طفولته وكان أول ذكر له عام 1332م حيث تم أرساله إلي قلعة الكرك لينضم لأخوته غير الأشقاء شهاب الدين أحمد وإبراهيم حتي يتم تدريبهم العسكري هناك وفي عام 1335م عاد للقاهرة وعين أمير وتزوج من بنت طقزدمر الحموي بترتيب من أباه وفي عام 1337م ترقي إلي أمير أربعين.

كان أنوك الابن المفضل للناصر محمد وولي العهد إلا أن تشاء الأقدار ويتوفي الأمير أنوك عام 740 هـ قبل أباه مما جعل أبو بكر ولي العهد المنتظر.

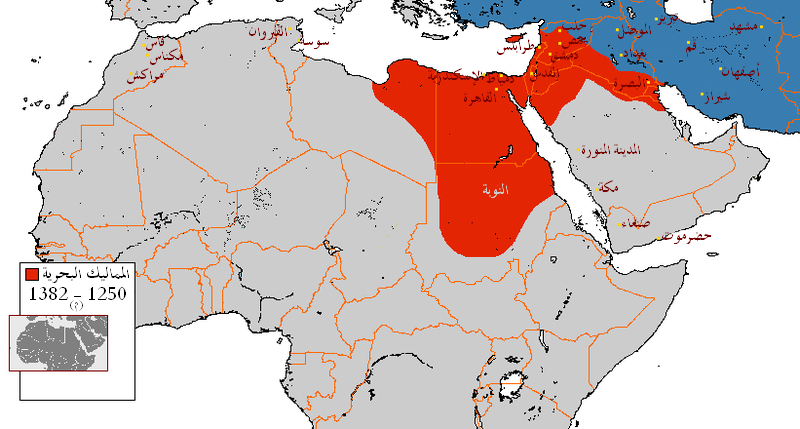
السلطنة المملوكية بأوج عزها

## بداية السلطنة
كان سيف الدين أبو بكر ابنًا للسلطان الناصر محمد وحفيدا للسلطان المنصور قلاوون. أوصى أبوه الناصر محمد قبل وفاته بتوليته السلطنة  فنصبه الأمراء في عام 1341 بقلعة الجبل  ولقبوه بالملك المنصور على لقب جده، بعد أن سمح له أكبر إخوته الأمير شهاب الدين أحمد الذي كان يقيم بالكرك بتولى السلطنة ، وكان في العشرين من عمره، ومعه حَمُوه طُقُزدمُر الحَمَوي نائبًا للسلطنة والأمير قَوصون الناصري  مدبرا للدولة وأتابكا للعسكر ورأس المشورة ويشارك قَوصون في الرأي الأمير بَشْتَكُ الناصري.
كانت أولى أعمال السلطان أبي بكر قيامه بجمع الأمراء والقضاة إلى القلعة وإعادة الخليفة العباسي الحاكم بأمر الله أحمد بن سليمان المستكفي إلى منصب الخلافة. وألبسه خلعته السوداء بيده وقلده سيفا عربيا. ثم أسعد العامة بقرار إعادة التعامل بالفضة إلى جانب التعامل بالذهب بسعر الله. وعبارة «بسعر الله» كانت تعنى ترك الدولة تسعير الذهب والفضة حرا. وكان والده الناصر محمد قد منع التعامل بالفضة لأسباب مالية.

## صراعات داخلية
على الرغم من أن مصر لم تواجه تحديات خارجية ذات أهمية في فترة حكم السلطان سيف الدين أبو بكر إلا أن فترة حكمه القصيرة كانت مشوبة بالمشكلات والصراعات الداخلية والتي أدت في نهاية المطاف إلى سقوطه.
بدأت الصراعات بطلب الأمير بشتاك تعيينه نائبا للسلطان بالشام بناء على ما ذكره بشتاك بأن الملك الناصر المتوفى كان يرغب في ذلك. قوبل طلب بشتاك برفض قاطع من الأمير قوصون مما جعل بشتاك يحاول نيل تأييد الأمراء والمماليك عن طريق الإغداق عليهم بالأموال والهبات فقام قوصون بإقناع السلطان أبو بكر بأن بشتاك يحاول جذب المماليك والأمراء إلى جانبه كى يسطو على عرش السلطنة وأن من اللازم القبض عليه قبل فوات الأوان فتم القبض على بشتاك ومماليكه وسجنوا بالأسكندرية واستولى السلطان على ممتلكاتهم واقطاعاتهم ومنحها لنفسه وقوصون وبعض الأمراء. وبتخلص قوصون من بشتاك تضخم نفوذه وصار أهم أمير في مصر وراح يتدخل في شؤون السلطان ويظهر سخطه على سلوكه حيث كان قد اعتاد على شرب الخمر مع خاصيته ودعوة المغانى إلى القلعة في ساعات الليل. تحدث قوصون في الأمر إلى الأمير طقزدمر حما السلطان طالبا منه إقناع السلطان بالإقلاع عن لهوه الذي صارت تتداوله ألسنة الأمراء والعامة، إلا أن السلطان لم يبال وبقى على سلوكه. ثم قام الأميران طاجار والشهابى شاد العمائر بنقل كلام قوصون إلى السلطان أبو بكر مع بعض التحريف وراح جلساؤه من الأمراء ينسجون خيوط الوقيعة بينه وبين قوصون ويشيرون إليه بضرورة القبض عليه وعلى حماه طقزدمر نائب السلطنة وغيرهما من الأمراء. وعرف قوصون أن السلطان قد نوى القبض عليه فزعم ان برجله وجعا ولم يذهب لصلاة الجمعة إنما بعث للأمراء ومماليك السلطان وجمعهم قبل الفجر عند قبة النصر. هذا والسلطان وندماؤه داخل القلعة في غفلة لهوهم وغيبة سكرهم غير مدركين بما هو جارى في الخارج. وعندما أخبر موظفى القلعة السلطان بالتطورات الجارية ووعى بخطورة الموقف كانت مماليكه قد انضمت إلى قوصون وأعوانه. وراح طقزمرد يحاول إعادة المماليك التي تمردت على السلطان وانضمت إلى قوصون قائلا لهم: «السلطان ابن أستاذكم جالس على الكرسى وأنتم تطلبون غيره؟» فردوا عليه: «مالنا أستاذ الا قوصون. ابن أستاذنا مشغول عنا لا يعرفنا».
استدعى قوصون الأمير طقزمرد وغيره من أمراء القلعة إلى قبة النصر واتفق معهم على خلع الملك المنصور أبو بكر وإخراجه هو وإخوته الستة من القلعة. وتم نقل السلطان المخلوع واخوته مقيدين - باستثناء كجك الذي بقى في القلعة - إلى حراقة أخذتهم إلى قوص بصعيد مصر حيث سجنوا. وكان يوما حزينا بالقاهرة من تألم العامة على ما جرى لأبناء السلطان الناصر محمد.

## وفاته
خلع السلطان الملك المنصور سيف الدين أبو بكر بعد أن بقى على عرش السلطنة نحو شهرين واتفق الأمراء على تنصيب أخيه علاء الدين كجك سلطانا على البلاد وكان عمره نحو سبع سنوات مع قوصون نائبا للسلطنة بعد ذلك بقليل قتل سيف الدين أبو بكر في سجنه بقوص وأتهم قوصون ووالي قوص بتدبير قتله. مما سوف يؤدي لاحقا إلي مقتل سيف الدين قوصون ووالي قوص علي يد السلطان الناصر شهاب الدين أحمد بن قلاوون انتقام لأخاه المنصور أبو بكر.
كان سيف الدين أبو بكر شابا وسيما فيه سمرة وهيف قوام في نحو العشرين من عمره، عرف عند العامة بالكرم والمودة وشدة الطموح، وقد أحزن خلعه ثم موته الناس حزنا شديدا.
 

وقال صلاح الدين خليل بن أيبك في عزائه:

## نقود سيف الدين أبو بكر
في عهده أعيد التعامل بالفضة إلى جوار الذهب.
الأسماء والألقاب التالية نقشت على نقوده: «السلطان الملك المنصور سيف الدنيا والدين». كما نقش عليها لقب أبيه «الملك الناصر».
اصطلاحات مملوكية وردت في المقال:
- أتابك: القائد العام للجيش.
- اقطاع: دخل مصدره بلدة أو أرض زراعية يتحصله الأمير أو المملوك.
- أستاذ: ولى نعمة المملوك أي سلطانه أو أميره الذي يدين له بالولاء.
- خاصكية: جماعة مقربة كانت تحيط بالسلطان أو الأمير. جلساء السلطان وأقرب المماليك السلطانية اليه، منهم كان يتكون حرسه الخاص.
- نائب السلطنة: نائب السلطان بالقاهرة وكان من ألقابه «كافل الممالك الشريفة الإسلامية الأمير الأمرى» مما يوضح سمو منصبه.
- نائب: أمير ينصبه السلطان نائبا عنه في مدينة أو منطقة. كنائب الكرك أو نائب الشوبك. وهو ليس نائب السلطنة الذي كان يقيم بالقاهرة.

أسماء متشابهة:
بعض الملوك والأمراء كانوا يحملون اسم سيف الدين أبو بكر:
- سيف الدين أبو بكر بن الملك الكامل محمد بن الملك العادل أبي بكر بن أيوب (سلطان أيوبي).
- سيف الدين أبو بكر البابيري.
- سيف الدين أبو بكر بن أسباسلار.
- سيف الدين أبو بكر بن المهراني.
- سيف الدين أبو بكر بن شرف الدين موسى بن الديناري.

## فهرس وملحوظات
1. 1 2  ابن اياس, 105 -104
2. ↑  بعض المؤرخين يعتبرون شجر الدر أول سلاطين المماليك. في تلك الحالة يكون المنصور سيف الدين أبو بكر السلطان المملوكى الرابع عشر وليس الثالث عشر (قاسم, 22).
3. ↑  المقريزي, 3/322
4. ↑  الشيال, 2/192
5. ↑  قلعة الجبل: مقر سلاطين المماليك بالقاهرة وكانت فوق جبل المقطم حيث يوجد الآن مسجد محمد على وأطلال قلعة صلاح الدين.
6. ↑  شفيق مهدى, 117
7. ↑  كان الأمير أحمد أكبر اخوة سيف الدين أبو بكر ولذلك كان من اللازم الحصول على موافقته على تنصيب أبو بكر. الأمير أحمد أصبح السلطان الناصر شهاب الدين أحمد في عام 1342.
8. ↑  الناصرى: أى من المماليك أو الأمراء الناصرية أتباع السلطان الناصر محمد.
9. ↑  الأمير قوصون الناصري: من أهم الأمراء في عهد السلطان الناصر محمد وولديه سيف الدين أبو بكر وعلاء الدين كجك. حضر إلى مصر من بلاد الترك في صحبة خند ابنة أزبك خان التي تزوجها الناصر محمد. ومع أنه لم يكن مملوكا إلا أن الناصر محمد الذي أعجب به اشتراه من أخيه صوصون وجعله ساقيا ثم رقاه إلى أمير وأصبح من خاصيته وزوجه ببنتا من بناته. نهبت العامة بيته وممتلكاته بالقاهرة أثناء صراعه مع بعض كبار الأمراء ومات مخنوقا في سجنه بالأسكندرية وخلف عدة أولاد من ابنة الناصر محمد. - (ابن تغرى, أصل قوصون)
10. ↑  كان السلطان الناصر محمد قد أبعد أبيه المستكفى بالله إلى قوص ولما مات فضل الناصر تنصيب ابن أخيه إبراهيم على الحاكم بأمر الله الذي كان المستكفى قد عهد إليه بالخلافة, فلما تقلد أبو بكر السلطنة خلع إبراهيم ونصب الحاكم بأمر الله للخلافة. (شفيق مهدى, 117
11. ↑  المقريزي, 3/329
12. ↑  بعد سقوط بغداد في براثن المغول وقتل الخليفة العباسى في عام 1258, قام السلطان الظاهر بيبرس باحياء خلافة عباسية اسمية في القاهرة.
13. ↑  المقريزى, 3/323
14. ↑  شفيق مهدى, 119
15. ↑  المقريزى, 332 -3/330
16. ↑  المقريزى, 337 -3/335
17. ↑  المقريزى, 3/338
18. ↑  المقريزى, 3/346
19. ↑  ابن تغرى, السنة التاسعة والعشرون من سلطنة الناصر الثالثة
20. ↑  الصفدي. أعيان العصر وأعوان النصر. {{استشهاد بكتاب}}: الوسيط author-name-list parameters تكرر أكثر من مرة (مساعدة)
21. ↑  شفيق مهدى, 119-118